# Casper Ankergren
Casper Ankergren (ur. 9 listopada 1979 w Køge) – duński piłkarz występujący na pozycji bramkarza.

## Kariera klubowa
Casper Ankergren zawodową karierę rozpoczynał w 1998 roku w występującym wówczas w drugiej lidze duńskiej Køge BK. W styczniu 2001 roku Ankergren podpisał kontrakt z Brøndby IF – jednym z najbardziej utytułowanych zespołów w kraju. W pierwszej lidze zadebiutował w październiku tego samego roku. Był członkiem drużyny, która w sezonie 2001/2002 sięgnęła po tytuł mistrza Danii. Dzięki bardzo udanym występom Ankergren zaczął być porównywany do Morgensa Krogha, jednego z najlepszych golkiperów w historii duńskiej piłki oraz legendę Brøndby. W sezonie 2002/2003 Ankergren przyczynił się do zdobycia przez kopenhaską drużynę Pucharu Danii.
W następnym sezonie włodarze duńskiego klubu zdecydowali się kupić bramkarza Karima Zazę. Marokańczyk wygryzł z pierwszego składu Ankergrena i przez cały sezon to on stał między słupkami Brøndby. Rok później Zaza doznał kontuzji i do pierwszej jedenastki ponownie trafił Ankergren. W sezonie 2004/2005 spisywał się on znakomicie – w 32 spotkaniach aż osiemnaście razy zachował czyste konto i w dużym stopniu przyczynił się do zdobycia przez swoją drużynę podwójnej korony – krajowego mistrzostwa oraz pucharu. W 2006 roku Zaza opuścił duńską ligę co oznaczało, że Ankergren ma już pewne miejsce w podstawowym składzie Brøndby IF. Duńczyk podpisał ze swoim klubem nowy trzyletni kontrakt.
W styczniu 2007 roku, kiedy Brøndby zatrudniło bramkarza Stephana Andersena, Ankergren zdecydował się opuścić drużynę. Został wypożyczony do broniącego się przed spadkiem do League One Leeds United, a umowa zawierała opcję definitywnego transferu za darmo. Ekipie „The Whites” nie udało się jednak utrzymać w Championship, jednak mimo wszystko działacze Leeds zdecydowali się na kupno Ankergrena. W barwach angielskiego zespołu Duńczyk spisywał się bardzo dobrze, stał się jednym z najlepszych zawodników tego klubu oraz jednym z ulubieńców kibiców z Elland Road. W sezonie 2007/2008 Ankergren wystąpił we wszystkich 46 meczach ligowych.
Po wywalczeniu przez Leeds w sezonie 2009/2010 awansu do Championship, kontrakt z Ankergrenem nie został przedłużony i Duńczyk stał się wolnym zawodnikiem. Następnie podpisał umowę z Brighton & Hove Albion, grającym w League One. W sezonie 2010/2011 awansował z nim do Championship, a w sezonie 2016/2017 do Premier League. Po tym awansie Ankergren zakończył karierę. Swoje ostatnie spotkanie ligowe rozegrał w sezonie 2013/2014, później występował już tylko w meczach pucharowych.

## Statystyki
| Rozgrywki    | Poziom | Kraj   | Mecze | Bramki |
| ------------ | ------ | ------ | ----- | ------ |
| Superligaen  | I      | Dania  | 86    | 0      |
| 1. division  | II     | Dania  | 44    | 0      |
| Championship | II     | Anglia | 37    | 0      |
| League One   | III    | Anglia | 150   | 0      |

## Kariera reprezentacyjna
Ankergren ma za sobą pięć spotkań w młodzieżowych reprezentacjach Danii. Występował w zespołach do lat 17 oraz 21. W październiku 2006 roku trener Morten Olsen powołał go do seniorskiej reprezentacji, gdzie Ankergren został zmiennikiem Jespera Christiansena.